# Distrito de Carumas
El distrito peruano de Carumas es uno de los 6 distritos de la Provincia de Mariscal Nieto, ubicada en el Departamento de Moquegua, bajo la administración del Gobierno regional de Moquegua, en el Perú. Durante la colonia española y parte de la República (1830), Carumas siempre formó junto con Moquegua una provincia de Arequipa, a diferencia del Corregimiento de Arica, formado por  Ilo, Tacna, Arica, Iquique, Pica, Ilabaya, Tarata, Codpa y Tarapacá , que en el año 1776 fue integrado al nuevo Virreinato del Río de la Plata, con capital en la ciudad de Buenos Aires. El Virreinato del Río de la Plata, fue creado como consecuencia de las reformas borbónicas. En el año de 1786, 10 años después, el Corregimiento de Arica es integrado nuevamente al Virreinato del Perú.
Desde el punto de vista jerárquico de la Iglesia católica forma parte de la Diócesis de Tacna y Moquegua la cual, a su vez, pertenece a la Arquidiócesis de Arequipa.

## Historia
Los Archivos Coloniales de Moquegua, reportan información; sobre la presencia de las primeras huestes españolas en estas tierras durante el proceso de la Conquista.
Según los documentos del archivo regional de Moquegua; fue Diego de Almagro, que al salir de Cusco en el año de 1535 e intentando viajar hacia los territorios de Chile, decidió tomar un atajo, acompañado de indios aliados, quienes lo condujeron por los pueblos y serranías de Moquegua llegando hasta las tierras de Carumas, donde Almagro quedó impresionado por la belleza del paisaje.
Ante el enfrentamiento y hostilidades provocadas entre Pizarristas y Almagristas, se inició la Batalla de las Salinas, habiendo ya Hernando Pizarro ejecutado a Diego de Almagro y ante los temores a represalias de los Pizarristas, muchos encomenderos españoles Almagristas, decidieron establecerse en estas tierras junto con sus familias, para evitar matanzas o venganzas entre ambos bandos.

## Fundación
Justamente fue Francisco Pizarro, quien decidió otorgarle al Capitán Hernán Bueno las tierras de Traumas o el valle de los Catarís, como agradecimiento a su lealtad comprobada.
Se fundaba el pueblo de San Felipe de Carumas por Cédula Española, el 24 de noviembre de 1542; Cristóbal Vaca de Castro concedía a Hernando de Silva y Lucas Martínez Vegaso, el repartimiento de Catarí, junto con dos Encomiendas más; el Ocho y Carumas.
Carumas, cuyo nombre proviene de una palabra indígena local que significa: “Tierra despoblada con aguas”. El solo hecho de observar sus paisajes, podemos entender y comprender, que aquí existe mucha agua, mayor y superior a Moquegua y sus localidades más próximas, pues es impresionante la apreciación de su paisaje extremadamente verde desde la cima hasta la falda de los cerros e incluyendo las profundas quebradas y pequeños cañones que se pueden apreciar hoy. Se desconoce la razón por la cual los nativos indígenas nunca la poblaron en su totalidad.
Carumas fue un pueblo hecho por españoles para españoles, los indígenas estaban prohibidos de ingresar al pueblo y solo lo podían hacer mediante un permiso especial y por corto tiempo.
En la época de la Colonia Española, Moquegua junto con Carumas, formaban parte de la ciudad de Arequipa, en el Virreinato del Perú, cosa que no sucedió así con el Corregimiento de Arica, formado por  Ilo, Tacna, Arica, Iquique, Pica, Ilabaya, Tarata, Codpa y Tarapacá , que en el año 1776 fue integrado al nuevo Virreinato del Río de la Plata, con capital en la ciudad de Buenos Aires. El Virreinato del Río de la Plata, fue creado como consecuencia de las reformas borbónicas. En el año de 1786, diez años después, el Corregimiento de Arica es integrado nuevamente al Virreinato del Perú.
Después a la Independencia del Perú, la división administrativa del país se conservó al de la colonia con mínimos cambios, es así como Moquegua junto con Carumas siguió siendo una de las siete Provincias del Departamento de Arequipa, situación que se conservó hasta el año de 1830

## Población
En la época colonial, la población de Carumas era Blanca, provenientes de la península ibérica.
Los conquistadores españoles, encontraron este valle deshabitado y los encomenderos españoles, lo vieron como una zona estratégica para habitarlo y desde él, realizar el cobro de impuestos a las poblaciones indígenas de las zonas cercanas y hacerse llevar lo recaudado hasta  Arequipa, lugar donde residían. Para ello necesitaban a otros españoles, pobres y aventureros, que aceptarán mudarse junto con sus familias al pueblo de Carumas y trabajar para ellos, encargándose del control de la zona. Es así que en el año 1542, los encomenderos, organizaron el traslado de varias familias españolas provenientes de la ciudad de Arequipa, para que se establecieran en el pueblo de Carumas.
Los nuevos colonos españoles y sus descendientes, se iniciaron en los trabajos agrícolas, ganaderos y también de comercio con Arequipa, Moquegua, Tacna, Puno, e incluso con algunas provincias de Chile y el Alto Perú (Bolivia).
Luis Solari Hurtado, quien nació en Moquegua y fue General de Ejército Peruano, fue Edecán de dos presidentes;  Luis Miguel Sánchez Cerro y Oscar R. Benavides Larrea y Jefe de la Casa Militar del Presidente Manuel Prado Ugarteche, Director de la Escuela Superior de Guerra de 1946 a 1954 y Embajador de Perú en Francia. Y el Doctor, Humberto Solari Hurtado, quien fue diputado por Moquegua en los años 1939 a 1945. Fue el 30 de enero de 1944 que se aprobó el Proyecto de Ley presentado por Humberto Solari Hurtado, donde Carumas dejaba de ser Distrito Único, declarándose a San Cristóbal y Cuchumbaya, nuevos distritos.
En la década de 1980, se produce un nuevo fenómeno migratorio; casi toda la población de Carumas comienza a migrar a otras partes de país e incluso al extranjero, dejándola casi por completo despoblada. Carumas a su vez, comienza a recibir poblaciones del Altiplano peruano ( Puno y Juliaca) y de sus antiguos anexos, pero aun así el número de población de Carumas no pudo recuperarse, en la actualidad cuenta con un número de población mucho menor a la tercera parte de la que tenía hace 50 años.
Pero algunos de los descendientes de los antiguos pobladores que la fundaron regresan el 8 de diciembre, día de Virgen de la Inmaculada Concepción, para recordarla.

## Geografía
Carumas es el Distrito más popular e histórico de Moquegua. Es un Valle Interandino, ubicado a 2,900 m s. n. m. Tiene un clima templado y caluroso en la primavera y el otoño; templado y lluvioso en el verano; y frío en el invierno.
Todos sus paisaje son extremadamente verdes, sus profundas quebradas, pequeños cañones, sus cerros desde sus faldas hasta la cima son verdes, sin olvidar que salen grandes ojos de agua de diferentes lugares de sus cerros.
Carumas es un lugar privilegiado por la gran cantidad de agua que posee.
El río Carumas, uno de los afluentes más importantes del río Tambo.
La flora y la fauna es muy variada, de un paisaje de relieve muy accidentado ha permitido junto a la mano del hombre generar al lado de los distritos de Cuchumbaya y San Cristóbal el valle más atractivo de todo el departamento de Moquegua. Situado a 30 km de Torata.

## Actividades
Algunos hacendados se dedicaron al comercio de alcohol, el cual era transportado en grandes cargamentos llevados en numerosas recuas de mulas y distribuido en el departamento de Puno y ciudades de Bolivia como la Paz, Cochabamba y Santa Cruz, e incluso algunos llegaron a distribuirlo en el norte de Argentina y Chile.
Esta era una actividad de mucho riesgo ya que estaban expuestos a las emboscadas de los indios a lo largo del camino, es por ello que contaban con arrieros y numerosa gente preparada y bien armada, hubo varios casos de enfrentamientos contra los ladrones de caminos.
Esta travesía duraba varios meses entre la partida y el retorno.
Sus actividades se basaban en la crianza de ganado vacuno, ovino, porcino, caprino, Aves de corral, y la crianza de "caballos de paso".
En agricultura, se cultivaba: Alfalfa, Maíz, trigo, patatas, col y otros. Esto gracias a la gran abundancia de agua con la que cuenta Carumas.

## Intendencias
En 1784 se suprimieron los Corregimientos, debido al estallido de la Revolución de José Gabriel Condorcanqui, más conocido como Túpac Amaru II.
En su reemplazo fueron creadas las Intendencias de Provincias y con ellas los Partidos de Moquegua, lo mismo que Carumas, Ilo, Torata, Omate y Puquina. Como doctrinas de la fe católica y constituidas dentro del partido de Moquegua, pero con injerencia política dependiente de la Intendencia de Arequipa. Cuando estamos iniciando la República, y por la Constitución Política del Perú de 1823, el 12 de noviembre del mismpo año Moquegua se convierte en Provincia con sus 6 Doctrinas, que pasan a convertirse en Distritos.
Por tal motivo Carumas festeja en esta fecha su Aniversario.
Transcurrido el tiempo y por ley n.º 9940 con fecha 31 de enero de 1944 y estando en la Presidencia Don Manuel Prado, se crea los distritos de Carumas, Cuchumbaya y San Cristóbal. San Felipe de Carumas, quedó integrado por el pueblo de Carumas y en sus alrededores por los caseríos de Solajo, Sailapa, Cambrune, Somoa, Pantín, Ataspaya y Cascate, también se les integraba los pagos, anexos y las majadas más próximas y circundantes a la localidad. Dicha ley formaliza su creación pero el aniversario se festeja el 12 de noviembre por lo expuesto anteriormente

## Leyendas
''''ENCUENTRO ENTRE CARUMEÑOS Y CHILENOS''''
Desde la primera hora del día del rodeo que realizarían los pobladores de Carumas, amanece el pueblo con sus calles vacías, limpias y silenciosas. Poco a poco los hombres se preparaban para ir al rodeo. Serían las tres de la mañana cuando ya partían para reunirse en las pampas donde todos los jinetes deberían así juntar todo el ganado que habían dejado en los pastizales; pero antes de eso, ya sabían de la derrota de los peruanos en la batalla de los Ángeles en Moquegua.. Era las nueve de la mañana y todos ya estaban listos y reunidos en el punto de encuentro, para así realizar el rodeo. El alguacil dijo que nos debíamos separar en cinco grupos. Los cinco grupos ya estaban separados cuando del grupo del alguacil, uno de los integrantes se dio cuenta de un grupo de personas. Los hombres estaban con una bandera. El alguacil y su grupo estaban en el cerro. Los carumeños seguían caminando, después de media hora de camino se encontraron con los chilenos que estaban descansando. Los chilenos les preguntaron a los carumeños: "¿De dónde son ustedes?", y los carumeños no les respondieron. Los chilenos dieron un disparo. "¡Alto! ¿De dónde son ustedes?", y los carumeños les respondieron: "Nosotros no somos peruanos ni chilenos. Nosotros somos carumeños". Entonces los chilenos murmuraron diciendo: "Creo que invadimos otro país". Y los chilenos se retiraron y los carumeños seguían reuniendo el ganado.
LA BRUJA
Cuentan que una vez, una noche de luna llena, la Guardia Civil encontró una pava caminando por la calle. Los guardias pensaron que la pava había fugado de una de las casas, y por esa noche estaban de suerte porque al día siguiente comerían pavo al horno. Al momento de hacer querer subir la pava al patrullero opuso resistencia, por lo que optaron los guardias a golpear con garrote las alas de la pava y así lograron subirla. La llevaron a la comisaría y le reportaron al sargento de servicio el sorprendente hallazgo de la pava. Inmediatamente corrió el rumor del hallazgo de la pava y los guardias que no estaban de servicio fueron los primeros que se levantaron a hacer su aseo y miraron por la ventanilla del calabozo y grande fue la sorpresa que en vez de una pava vieron una mujer desnuda. De inmediato dieron parte al sargento, y efectivamente encuentran una mujer desnuda que tenía los hombros moretoneados. Esta mujer le pidió al sargento que le preste un abrigo; entonces, el sargento pregunta a la mujer cuál era su casa y cómo es que ella estaba convertida en pava, y ella responde que es una bruja y es por eso que se convertía en un animal y que su esposo era un suboficial del Ejército y que la noche anterior su esposo estaba de servicio; y luego le pidió que la trasladasen a su casa antes de que llegue su esposo. La mujer le da los datos personales de su esposo. También le pidió al sargento que no dijera a nadie de lo sucedido; pero el sargento trató de ubicar al suboficial hasta que lo encontró y se fueron a un bar y mediante unos tragos el sargento le relató el caso de la mujer que era una bruja. Entonces el suboficial sabiendo lo de su mujer se hicieron buenos amigos y le pidió ayuda al sargento para descubrir el misterio de su mujer. El sargento y el suboficial salieron. Buscaban una explicación a lo sucedido y encontraron a un anciano vendiendo crucificos) de acero; y el sargento pregunta al anciano "¿Cuál es la fuerza negativa para Satanás?"; el anciano respondió: "El crucifico de acero", y el suboficial compró el crucifico y el anciano le recomendó cómo usarlo y que siempre debía cargarlo, y su mujer o bruja no tenía que verlo. Un viernes por la noche el suboficial se dio cuenta de que su mujer se alejó de la cama con bastante cuidado y se dirigió al ropero de donde sacó un pequeño baúl que contenía unas velitas, un libro de magia, pomada y una estatuilla de oro en forma de gallito. La bruja pone la estatuilla en la mesa, lo cual había servido para hacer dormir mucho más profundamente a los que se encontraban en casa durmiendo. Su esposo no se durmió profundamente porque tenía el crucifico que contrarrestaba el encanto de la estatuilla y observó todo lo que su mujer hacía: Primero se desnuda, luego dice oraciones con palabras mágicas y malévolas  ........
LA CABEZA 
Cuentan que un joven y sus hermanitos menores se iban a su chacra, todas las noches para cuidar la cosecha y los animales. Cierta noche a lo lejos, el joven escuchó un sonido como si fuese de un pato y él en un tono de broma comenzó a imitar el mismo sonido y de repente se dio cuenta de que venían hacia él; y miró que venían volando y a la vez rebotando una especie de cabezas con alas. Él se asustó y reaccionó al instante, ordenando a sus hermanos que entren y se protejan dentro de la choza. Él entró rápidamente y trancó la puerta, mientras las cabezas llegaron y golpeaban con tanta fuerza la puerta, que parecía que la iban a romper. Los perros se dieron cuenta y se pusieron a ladrar y pelear desenfrenadamente con las cabezas; eran dos perros bien bravos. Se escuchaban los ladridos y los gritos que daban las cabezas, hasta que agotados del susto y los nervios se habían quedado dormidos. Al día siguiente, salieron de la choza para ver lo que había sucedido y vieron sangre en la puerta y alrededor de la choza, siguiendo las huellas de los perros fueron hasta encontrarlos pero estos estaban muertos. Los chicos impresionados, rápidamente se dirigieron al pueblo para contarle lo ocurrido a sus padres, Ellos les dijeron que no debían haberle imitado y mucho menos fastidiado a dichos seres malignos y que felizmente si no fuera por los perros ellos habrían muerto atacados por las cabezas. Según cuentan que por las chacras siempre se aparecían estas cabezas; según ellos, decían que era una especie de aves malignas nocturnas, que si pasaba por medio de las piernas de una persona, era muerte fija para él, y que el secreto para ahuyentar a estas cabezas era ponerse en forma de cruz, con los brazos rectos y las piernas cruzadas. Otros lugareños cuentan que estas cabezas son de brujas y que en las noches sale la cabeza separándose del cuerpo para poder calmar su sed y si por alguna razón el cuerpo sin la cabeza era vista por alguien, era muerte segura para esta persona.
LA SIRENA
Cuentan que en el río existe un ser misterioso, mitad pez, mitad mujer: es la sirena. Tiene largos y rubios cabellos adornados con peinetas de oro y piedras preciosas, y unos ojos azules que adormecen a quien los mira. Durante la estación primaveral sale a las orillas del río, a peinarse en una bandeja de oro. Para esto escoge los días martes y miércoles al amanecer. Cuando alguien va a morir ahogado, anuncia la desgracia entonando extrañas canciones, con una voz muy melodiosa. En ciertas temporadas se le ocurre remover las aguas del río y levanta tempestades, con el fin de hacer naufragar alguna canoa donde viaja la persona de su simpatía, y dicen que si lo consigue arrastra a la persona hasta su palacio y lo guarda eternamente. Cuando las orillas del río no estaban despejadas todavía, muchas criaturas desaparecían de las chacras próximas, donde cuidaban sus maizales para que el loro no se las coma. Se presume que siguen viviendo en la "Ciudad de la Sirena". Se presume que allí viven llorando por la ausencia de sus madres y familiares, y se pueden. Hacer visibles sólo en la noche de luna mala.
EL CONDENADO
Esta es una narración que cuentan los antiguos viajeros. Dicen que cierta vez un viajero iba con sus animales llevando carga de un lugar a otro, pero cuando estaba a medio camino se le apareció una perra grande con tetas prominentes y quiso morderles, y el viajero agarró una piedra y le tiró y le cayó a la altura de las costillas y se fue aullando. Más tarde, y cuando ya iba oscureciendo y no podía continuar adelante buscó un refugio en una quebrada donde podía descansar junto con sus animales. Empezó a bajar la carga de sus animales y después arreglar su cama, y cuando se disponía a comer, de pronto se le presentó una mujer joven, bonita y desnuda; y ambos compartieron el fiambre y luego se echaron a dormir. El viajero pensó en estar con ella, pero cuando la estaba acariciando ella le dijo que le dolía su cuerpo porque hace un rato él le había tirado una piedra. El viajero se asustó mucho, y pensó que sólo podría ser un condenado y que era presa fija para ella. Él tenía que escapar, para eso era necesario mentir y le dijo que tenía deseos de ir al baño. El condenado agarró una soga y lo amarró de la cintura, le hizo quitar los zapatos y en esta forma lo dejó ir al baño; mientras tanto, el viajero amarró la soga a una piedra, escupió tres veces y se echó a correr. El viajero se le había escapado. Al llegar a su pueblo, él contó a sus familiares de lo ocurrido y regresaron a ver el lugar, pero ya no estaba el condenado. Sólo hallaron restos y huesos de los animales de viajero a medio comer.
EL CHUYACHAQUI
El relato de tradición oral que a continuación les voy a narrar, es un relato que desde muy niña lo escuché en mi tierra. Cuentan los antiguos moradores del pueblo de Iberia, pueblo que se encuentra en Moquegua. En estos pueblos de Moquegua se cree mucho en los duendes. Cuentan que una señora se fue al pozo a lavar, llevando consigo al menor de sus hijitos ya que no podía dejarlo en su casa solo; mientras la señora lavaba, el niño jugaba alrededor del pozo. De pronto no escuchó la voz de su niño y se fue a buscarlo y vio que un hombre pequeño con un sombrero muy grande iba corriendo y el niño lo perseguía, perdiéndose cada vez más en el monte. La madre corría desesperada para poder alcanzarlo, pero se dio cuenta de que era inútil, y como ella ya había escuchado hablar acerca del chuyachaqui, que hace que las personas lo persigan hacia adentro del bosque en la cual se va perdiendo, regresó al pueblo a contar dicho suceso a la policía. Saliendo una brigada de rescate para encontrar al niño, pero dicha brigada no encontró al niño. Luego buscaron a personas que conocen Moquegua para que puedan rescatar al niño que supuestamente se encontraba perdido en medio de Moquegua. Relatan que el niño fue encontrado a los cinco días en estado de deshidratación y muy asustado, casi loco y con heridas en el cuerpo ya que se había rasguñado con las espinas de las plantas. Gracias a Dios, esta señora pudo recuperar a su niño. Cabe decir que en Moquegua la gente es muy creyente de estos sucesos que tienen algo mágico, por eso siempre recomiendan no dejar solos a los niños, porque se los puede robar el chuyachaqui
En otras zonas totalmente aymaras con la llegada de asentamientos de españoles se produce el mestizaje del folclore dando así a cierta modificación de las costumbres existentes con la introducción de nuevos instrumentos hoy podemos conocer la Danza y Música de la "Palomita", los Pules, las tarkadas, "las Cruces", La Cacharpaya y la más conocida y popular de las costumbres el "Sarauja".

## División administrativa
El distrito de Carumas cuya capital lleva el mismo nombre está rodeado de sus anexos, Cambrune, Somoa, Saylapa, Solajo y Ataspaya, forman parte del distrito los caseríos de Lune, la Cascate, Yaragua, Pantin, Huaytire, también podemos ubicar en este distritos las lagunas de suchez, vizcachas y la represa de pasto grande.

## Demografía
Carumas de acuerdo al censo del 2004 presenta una población de 4,568 habitantes, su densidad demográfica es de 2hab/km² y tiene una extensión territorial de 2,274.90km2.

## Autoridades

### Municipales
- 2023-2026
  - Alcalde: Mg. Edgar Manuel Escobar Nina, del Partido Político "Perú Libre".
  - Regidores:

  1. Amparo Magdalena Nina Maquera (Partido Político "Perú Libre")
  2. Felipe Wiser Quispe Arana (Partido Político "Perú Libre")
  3. Denci Flor Mamani Vizcarra (Partido Político "Perú Libre")
  4. Gonzaga Pari Riva (Partido Político "Perú Libre")
  5. Mildred Esther Falcón Vilca (Partido Político "Alianza por el Progreso")

## Turismo
Carumas, San Cristóbal y cuchumbaya y los anexos respectivos, de acuerdo al relieve del valle interandino, forman parte de una prouesta seria a aperturarse al turismo regional, la hospitalidad, costumbres y folcklor, hacen de esta parte del departamento de Moquegua un lugar de paisajes y atractivos turísticos genuidos de la región, considerada como la zona de mayor actividad tectónica de Sudamérica ya que se encuentran rodeados por los volcanes Huayna Putina, Ubinas (el cráter volcánico perfecto en actividad) y el Ticsani, existe además en la zona diversas emisiones de aguas y vapores termales.

## Festividades
- Mayo
- 31 de enero
  - 1: Fiesta de las cruces - Virgen de Chapi.
  - 15: San Isidro.
- Junio
  - Corpus Christi.
- Diciembre
  - 8: Inmaculada Concepción.